# Dendrophyllia arbuscula
Dendrophyllia arbuscula är en korallart som beskrevs av van der Horst 1922. Dendrophyllia arbuscula ingår i släktet Dendrophyllia och familjen Dendrophylliidae. Inga underarter finns listade i Catalogue of Life.